# Liste der Baudenkmale in Ahrenshagen-Daskow
In der Liste der Baudenkmale der Gemeinde Ahrenshagen-Daskow sind alle Baudenkmale der Gemeinde Ahrenshagen-Daskow im Landkreis Vorpommern-Rügen aufgelistet. Grundlage ist die Veröffentlichung der Denkmalliste des Landkreises Vorpommern-Rügen, Auszug aus der Kreisdenkmalliste vom Juli 2012.

## Ahrenshagen
| ID         | Lage                 | Bezeichnung                                                           | Beschreibung | Bild           |
| ---------- | -------------------- | --------------------------------------------------------------------- | --- | -------------- |
| 4 Wikidata | Priesterei 4 (Karte) | Kirche mit Friedhof, Torpfeilern und zwei Grabplatten 18. Jahrhundert | Gotische einschiffige Kirche; eingezogener quadr. Chor vom 13. Jahrhundert aus Feld- und Backstein mit starkem Kreuzrippengewölbe; Langhaus vom 14. Jh. aus Backstein, gedrungener Westturm aus Feld- und Backstein vom 15. Jh. mit Walmdach; Innen: Ausmalungen im Chorgewölbe vom 14. Jh., gotischer Triumphbogen zum Schiff mit Balkendecke, Patronatsgestühl, Kanzelaltar 18. Jh., Barnim Grüneberg - Orgel von 1904. | Weitere Bilder |

## Altenwillershagen
| ID          | Lage                    | Bezeichnung | Beschreibung | Bild |
| ----------- | ----------------------- | ----------- | ------------ | ---- |
| 48 Wikidata | Lindenstraße 16 (Karte) | Gutshaus    |              |      |
| 49 Wikidata | Lindenstraße 25 (Karte) | Wohnhaus    |              |      |

## Behrenshagen
| ID           | Lage                    | Bezeichnung                           | Beschreibung | Bild |
| ------------ | ----------------------- | ------------------------------------- | ------------ | ---- |
| 181 Wikidata | Gutshofstraße 1 (Karte) | Gutshaus mit Kulturhausanbau und Park |              |      |
| 180 Wikidata | Sonnenallee 1 (Karte)   | Wohnhaus                              |              |      |

## Pantlitz
| ID           | Lage                   | Bezeichnung                                    | Beschreibung | Bild                   |
| ------------ | ---------------------- | ---------------------------------------------- | --- | ---------------------- |
| 678 Wikidata | Am Burgwall (Karte)    | Kirche mit Friedhof, Feldsteinmauer und Portal | Neugotische, einschiffige Dorfkirche von 1868 aus Backstein nach Plänen von Ernst von Haselberg; hoher Westturm mit achteckigem Aufsatz und Turmhelm; Ausstattung aus der Bauzeit. | Weitere Bilder         |
| 679 Wikidata | Am Burgwall (Friedhof) | Kriegerdenkmal 1914/18                         | | Kriegerdenkmal 1914/18 |

## Prusdorf
| ID         | Lage         | Bezeichnung                | Beschreibung | Bild |
| ---------- | ------------ | -------------------------- | ------------ | ---- |
| 5 Wikidata | Hauptstr. 34 | Werner-Seelenbinder-Schule |              |      |

## Tribohm
| ID             | Lage                         | Bezeichnung                                                                  | Beschreibung                                                                                    | Bild           |
| -------------- | ---------------------------- | ---------------------------------------------------------------------------- | ----------------------------------------------------------------------------------------------- | -------------- |
| 11378 Wikidata | Am Tribohmer Bach 1          | Wohnhaus einer ehemaligen Hofstelle                                          |                                                                                                 |                |
| 11076 Wikidata | Am Tribohmer Bach 29 (Karte) | Kirche mit Friedhof, Feldsteinmauer, Tor und 5 Grabplatten 18. Jhr. und drei | mit Friedhof, Feldsteinmauer, Tor, fünf Grabplatten (18. Jh.) und drei schmiedeeisernen Kreuzen | Weitere Bilder |
| 11075 Wikidata | Zum Gutshaus 4 (Karte)       | Gutshaus                                                                     | Sanierter, 1-gesch., 13-achs. Putzbau von 1846 mit 2-gesch. Mittelrisalit und Krüppelwalm       |                |

## Quelle
- Denkmalliste des Landkreises Vorpommern-Rügen